# Abbaye de Vreta
L'abbaye de Vreta (en suédois : Vreta Kloster), qui reste active entre le début du XIIe siècle et 1582 est le premier monastère de femmes du royaume de Suède, initialement occupé par des Bénédictines et ensuite par des Cisterciennes, et l'un des plus anciens de Scandinavie. Elle était située dans l'actuelle commune de Linköping en Östergötland.

## Histoire
La date exacte de sa fondation est inconnue. L'abbaye est fondée par le roi Inge Ier l'Ancien de Suède et son épouse la reine Hélène à la demande du pape Pascal II, ce qui permet d'estimer la date de sa fondation car Pascal devient pape en 1099 ; la date du décès de Inge Ier reste incertaine mais intervient probablement vers 1105 ou peu après. Au cours des années suivantes le roi Inge le Jeune et son épouse la reine Ulvhild Håkansdotter lui font d'importantes donations.
L'abbaye reste entre les mains des bénédictines jusqu'en 1162, quand elle est transformée en monastère de Cisterciennes. La première abbesse cistercienne est Ingegerd, sœur du roi Karl Sverkersson. Une autre de ses sœurs Hélène, veuve de Knud V de Danemark, entre à Vreta comme nonne après la mort de son époux en 1157, d'autres membres des familles royales suédoise et danoise s'y retirent également. Au XIIIe siècle, la princesse suédoise Hélène Sverkersdotter, fille de Sverker II de Suède fut l'une de ses abbesses. 
Vreta était une fondation royale prestigieuse et son église devient le lieu d'inhumation des souverains Inge l'Ancien, Philip Halsteinsson, Inge le Jeune, Magnus II, ainsi que du prince Ragnvald de Suède, le fils du roi Inge Ier l'Ancien mais aussi de Sune Sik, plus selon une source ancienne de ses jeunes neveux, Alf et Burislev Johansson. 
L'abbaye de Vreta fut la maison mère de l'abbaye d'Askeby près de Linköping, de celle de Riseberga dans le Närke et de l'abbaye de Solberga au Gotland. L'abbaye sert également d'école pour l'instruction des filles des familles régnantes de Suède et de l'aristocratie. L'abbaye de Vreta demeure dans le folklore comme le lieu au cours du XIIIe siècle d'un grand nombre « d'enlèvements » de jeunes filles dont les projets de mariages étaient désapprouvés par leur famille. Les bâtiments brûlés et détruits par un incendie au XIIIe siècle furent rebâtis, et une nouvelle église consacrée en présence du roi Magnus III et de Helwig de Holstein en 1289.
Après 1527, à la suite de la Réforme protestante et l'introduction du Luthéranisme, il est interdit à l'abbaye de recevoir de nouvelles novices mais elle bénéficie d'une certaine mansuétude. Elle continue à servir d'école pour les filles de la noblesse et le lieu de retraite pour les nobles dames âgées, en 1529, le roi propose à la dernière abbesse Sigrid Botholfsdotter († 1538), de lui racheter les lieux et de lui permettre de continuer ses activités. L'abbaye de Vreta reçoit les nonnes des anciennes abbayes d'Askeby et de Skänninge lorsqu'elles sont définitivement fermées respectivement en 1529 et 1544. 
En 1536, Gustave Ier Vasa donne l'abbaye et ses domaines à la mère de sa seconde épouse la catholique romaine Ebba Eriksdotter Vasa ; elle y passe les dernières années de sa vie et y meurt en 1549. Il y avait encore des nonnes en 1562, et les deux dernières d'entre elles, Brita Gisledotter et Kirstin Månsdotter, meurent en 1582. L'abbaye de Vreta revient ensuite à l'Église de Suède.

## Site et constructions

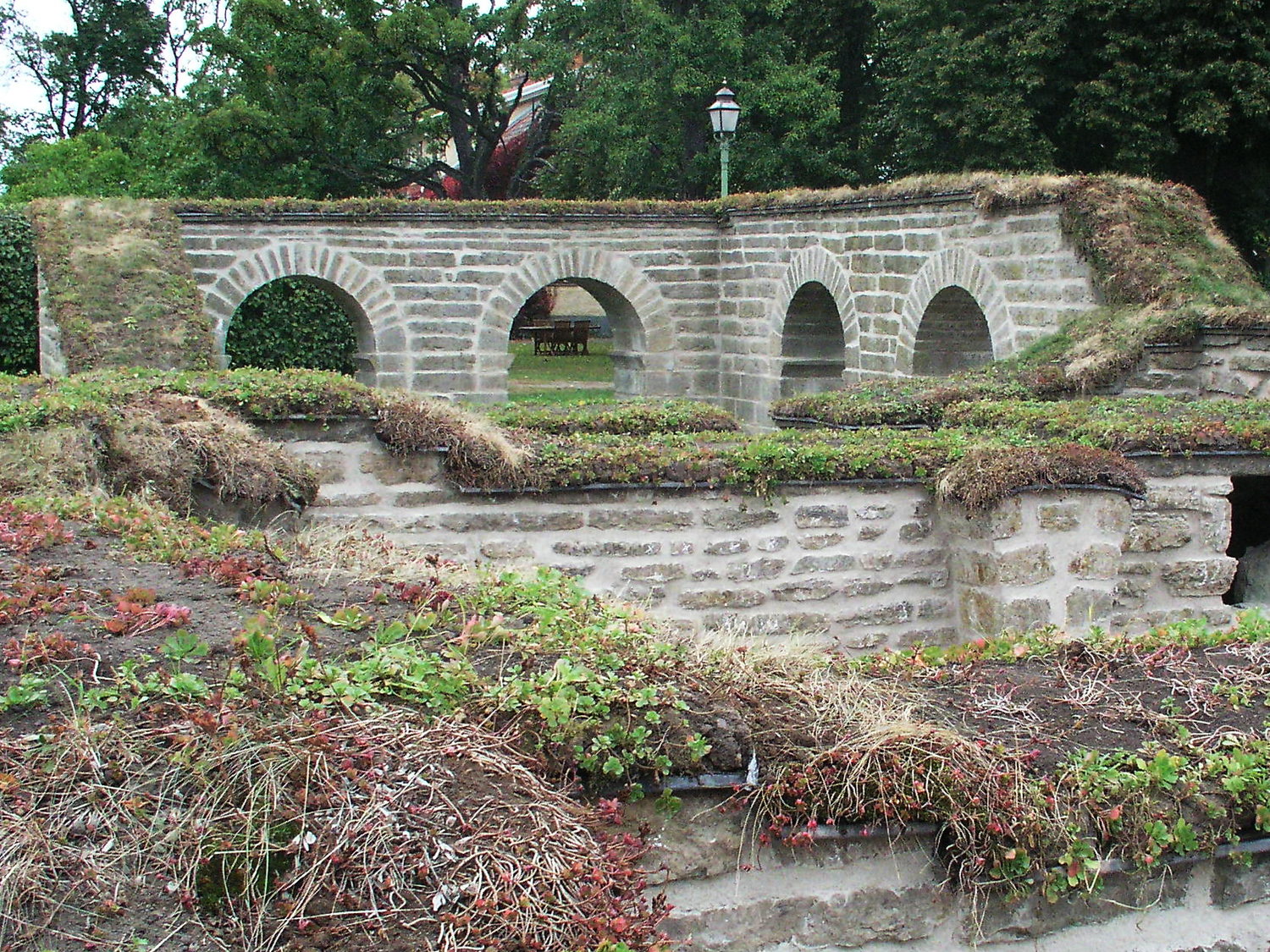
Mur restauré du cloitre.

L'église continue d'être utilisée par la paroisse luthérienne jusqu'à nos jours, elle est caractérisée par son hagioscope médiéval. Les bâtiments restants ont été la plupart du temps laissés tomber en ruine. Entre 1916 et 1926, les ruines font l'objet de fouilles et une grande partie du nord de l'église comme on le voit encore est restaurée entre 1914 et 1917. Les découvertes, dont une inhabituelle pipe à eau en bois, sont exposées dans le musée attenant. En dehors de l'église, le seul bâtiment monastique entièrement conservé est la grange, bien que certains murs aient été reconstruits au XXe siècle. Les pierres de l'ancien réfectoire ont été utilisés pour construire la tour de la cathédrale de Linköping.